# Czarownica (gra)
Czarownica – prosta gra dziecięca bez akcesoriów.
Gra miała charakter pościgowy z metami. W centrum ustawiała się plecami do reszty Czarownica, a w określonym kręgu, w pewnej odległości od niej pozostali uczestnicy, których zadaniem było jak najszybsze podejście do Czarownicy, podczas gdy ta wypowiadała słowa Raz, dwa, trzy, Czarownica patrzy i gwałtownie się odwracała. Po obrocie pozostali uczestnicy musieli się zatrzymać w całkowitym bezruchu. Kto nie zdążył, ten odsyłany był na początkową pozycję (metę). Wygrywał ten, kto pierwszy dotknął Czarownicy i wtedy zamieniał się z nią miejscem – gra rozpoczynała się od początku. Zabawa była popularna w okresach powszechnej biedy, gdyż nie wymagała żadnych rekwizytów i akcesoriów.
Gra była istotnym elementem akcji w filmie Sierociniec wyreżyserowanym przez Juana Antonia Bayonę.